# جيم روزنتال
جيم روزنتال (بالإنجليزية: Jim Rosenthal)‏ هو مذيع ومعلق رياضي بريطاني، ولد في 6 نوفمبر 1947 في أكسفورد في المملكة المتحدة.